# Göteborg Organ Art Center
Göteborg Organ Art Center (GOArt) är ett forskningscenter med bas i Göteborg, Sverige. Institutet bedriver forskning inom orgelbyggnader och framförande av orgelmusik från en mängd olika vinklar. 

## Historik
GOArt grundades av bland annat Hans Davidsson i slutet av 1980-talet. År 2000 blev det en avdelning vid Göteborgs universitet, konstnärliga fakulteten. Även om det är en del av universitetet finansieras det externt genom olika forskningsbidrag. 
Flera orglar har byggts vid GOArts orgelbyggarverkstad, inklusive den välkända nordtyska barockorgeln i Örgryte Nya kyrka. Orglar har också levererats till Cornell University, Korea National University of Arts och Eastman School of Music. Verkstaden producerar också klavikord.
GOArt har varit koordinator för COLLAPSE, ett forskningsprojekt som arbetade för att hitta sätt att skydda historiska orgelpipor från korrosion. Projektets titel är en förkortning för Corrosion of Lead and Lead-Tin Alloys of Organ Pipes in Europe.

## Inspelningar (CD)
- A Fantasy Through Time
- The First Printed Organ Music
- The Craighead-Saunders Organ
- The Complete Karg-Elert Organ Transcriptions
- Songs in Meantone
- Seven Magnificat Settings for Organ by Heinrich Scheidemann and Two Anonymous Settings
- Meditation and Euphoria
- An organ portrait
- Jul i Haga
- Musik på Tre Kronor/Music at the Royal Palace
- Gustavus Rex och Christina Regina / Music for Gustavus Adolphus and Queen Christina
- A composer portrait 1 - Petr Eben
- A composer portrait 2 "Bittere Erde" - Petr Eben
- A composer portrait 3 "Te Deum" - Petr Eben
- The Schiörlin Organ (1783) in Jonsered, Sweden
- Rund um die Welt. Volume 1
- The Willis Organ in Göteborg
- ...Rund um Bach. Volume 1
- Georg Böhm. Orgelwerke
- The French Symphonic Organ at Artisten, School of Music in Göteborg
- Otto Olsson Organ Music. Vol. I. Gregorian Pieces
- Otto Olsson Organ Music. Vol. II. Chorale Pieces
- Lübecker Orgelromantik
- Gertrudenmusik Hamburg 1607
- Dieterich Buxtehude: Abendmusik
- The Morlanda Organ (1604/1715)
- Gelobet seist Du - Christmas in Lübeck 1705
- French Symphonic Masterpieces
- Franz Tunder. Organ Works
- Music Sweet & Serious.
- Krebs: Clavier-Übung
- Freedom - The Vision
- The Complete Organ Works of Matthias Weckman
- European Cities of Historical Organs
- The Eastman Italian Baroque Organ
- One of a Kind
- Gothic Pipes - The Earliest Organ Music
- The 1785 Schiörlin Organ in Tryserum, Sweden
- Dieterich Buxtehude and the Mean-Tone Organ. Complete Organ Works, vol. 1 (2 CD)
- Dieterich Buxtehude. The Bach Perspective. Complete Organ Works, vol. 2 (2 CD)
- Dieterich Buxtehude and the Schnitger Organ. Complete Organ Works, vol. 3 (3 CD)

### GOArt Publications
- Davidsson, Hans; Carlsson Anders musikforskare, Dunthorne Su (2000). Orgelmästarnas hemligheter spåras: visionen, vägen, målet : om tillkomsten av nordtyska barockorgeln i Örgryte nya kyrka. GOArt publications, 1404-8825 ; 1. Göteborg: Göteborg Organ Art Center (GOArt), Univ. Libris 7800892. ISBN 9197391603
- Davidsson, Hans; Carlsson Anders musikforskare, Dunthorne Su (2000) (på engelska). Tracing the organ masters' secrets: the vision, the process, the goal : the reconstruction of the North German Baroque organ for Örgryte Nya kyrka. GOArt publications, 1404-8825 ; 2. Göteborg: Göteborg Organ Art Center (GOArt), Univ. Libris 7800893. ISBN 9197391611
- Helenius-Öberg, Eva (2001). Den gamla orgeln i Morlanda kyrka: ett stycke europeisk orgelhistoria. GOArt publications, 1404-8825 ; 6. Göteborg: Göteborg Organ Art Center, Univ. Libris 8384296. ISBN 9197391654
- Gleich, Clemens-Christoph von; Sonnleitner Johann, Davies Tim, Carr Dale (2002) (på engelska). Bach tempo guide: with 200 practical exercises. GOArt publications, 1404-8825 ; 8. Göteborg: Göteborg Organ Art Center, Univ. Libris 8645569. ISBN 9197391662
- Oortmerssen, Jacques van (2002) (på engelska). Organ technique. GOArt publications, 1404-8825 ; 9. Göteborg: Göteborg Organ Art Center, Univ. Libris 8708160. ISBN 9197391670
- Frisk Anna, Jullander Sverker, McCrea Andrew, red (2003) (på flera språk). The Nordic-Baltic organ book: history and culture. GOArt publications, 1404-8825 ; 11. Göteborg: Göteborg Organ Art Center, Univ. Libris 9152932. ISBN 9197391697
- Speerstra Joel, red (2003) (på engelska). The North German Organ Research Project at Göteborg University. GOArt publications, 1404-8825 ; 12. Göteborg: Göteborg Organ Art Center. Libris 9152961. ISBN 9197261211

### COLLAPS
- Bergsten Carl Johan, red (2011) (på engelska). Corrosion of organ pipes: causes and recommendations. Cultural heritage research report ; 20. Brussels: European Commission. Libris 12533049. ISBN 978-92-79-17079-9